# Piero Giarda
Dino Piero Giarda (Milano, 9 dicembre 1936) è un economista italiano.

## Biografia
Dino Piero Giarda si è laureato nel 1962, in economia e commercio presso l'Università Cattolica del Sacro Cuore di Milano. In seguito ha proseguito gli studi negli Stati Uniti presso gli atenei di Princeton e Harvard.
Dal 1968 è stato professore di Economia politica, Politica economica e finanziaria ed Econometria presso l'Università Cattolica di Milano. In seguito è stato nominato professore ordinario di Scienza delle finanze nel medesimo ateneo.
Il 21 dicembre 2013 ha assunto la presidenza del Consiglio di sorveglianza della Banca Popolare di Milano, risultando eletto dall'assemblea dei soci, che si è tenuta il medesimo giorno alla Fieramilano di Rho-Pero, con 3961 voti su un totale di 5705 soci partecipanti. Il 30 aprile 2016 gli subentra Nicola Rossi.

## Incarichi governativi
Piero Giarda è stato presidente della Commissione tecnica per la spesa pubblica presso il Ministero del tesoro dal 1986 al 1995.
Giarda ha poi ricoperto ininterrottamente dal 1995 al 2001 la carica di sottosegretario dapprima al Ministero del tesoro, e successivamente al Ministero del tesoro, del bilancio e della programmazione economica nella XII Legislatura nella compagine del Governo Dini, e nella legislatura successiva durante il primo Governo Prodi, nei successivi primo e secondo governo d'Alema e nel secondo Governo Amato.
È stato nominato Ministro per i rapporti con il Parlamento del governo Monti il 16 novembre 2011, ruolo delicato data la composizione tecnica dell'esecutivo. Dal 25 novembre dello stesso anno gli viene affidata anche la delega al Dipartimento per l'attuazione del programma di governo. Dai primi mesi del 2012 il ministro Giarda è stato incaricato di focalizzarsi sulla razionalizzazione della spesa pubblica, operazione cosiddetta di spending review.

## Pubblicazioni
- Dove vanno le Regioni?, con Augusto Barbera e Giancarlo Mazzocchi, Milano, Vita e Pensiero, 1976.
- Il conto consolidato della spesa pubblica in Campania: anno 1976, Napoli, Formez, 1979.
- Conto consolidato della spesa pubblica in Lombardia, Milano, F. Angeli, 1982.
- Finanza locale: idee per una riforma, Milano, Vita e Pensiero, 1982.
- Bilanci pubblici e crisi finanziaria, con Nicola Parmentola, Bologna, il Mulino, 1990. ISBN 88-15-02833-1.
- Produttività, costi e domanda dei servizi postali in Italia, con Ugo Arrigo e altri, Bologna, il Mulino, 1993. ISBN 88-15-04169-9.
- Regioni e federalismo fiscale, Bologna, il Mulino, 1995. ISBN 88-15-04817-0.
- L'esperienza italiana di federalismo fiscale: una rivisitazione del Decreto legislativo 56/2000, Bologna, il Mulino, 2005. ISBN 88-15-10547-6.
- L'uomo e il denaro: conferenze del ciclo di approfondimento sul tema: 2005-2006, con Daniela Parisi, Milano, I.S.U., Università Cattolica, 2007. ISBN 978-88-8311-524-0